# Andrew Hoy
Andrew Hoy, född den 8 februari 1959 i Culcairn i Australien, är en australisk ryttare.
Han tog OS-guld i lagtävlingen i fälttävlan i samband med de olympiska ridsporttävlingarna 2000 i Sydney.